# Karposporofit
Karposporofit – jedna z faz rozwojowych (pokoleń) w przemianie pokoleń u niektórych krasnorostów z klasy Florideophyceae. Sporofit. Jego plecha jest niepozorna, nitkowata. Żyjąc na gametoficie przypomina pasożyta i za takiego bywała niegdyś uważana. Wrażenie to może być pogłębione, gdyż komórki nici sporogenicznych (gonimoblastów) karposporofitu zlewają się (bez fuzji jąder) z odżywiającymi go komórkami pomocniczymi gametofitu. Wokół karposporofitu może powstawać okrywający go podobny do owocu wytwór gametofitu – perykarp. Perykarp z karposporofitem tworzą cystokarp.
Wyrasta z karpogonium po zapłodnieniu komórki jajowej. Jest diplontem. Na końcach niektórych (u niektórych gatunków – większości) nici powstają karposporangia, a w nich po jednym diploidalnym zarodniku – karposporze, który następnie opuszcza osłony karposporangium. Karpospory są kuliste, bezwiciowe i zawierają jądro i chloroplast. Kiełkują z nich kolejne pokolenia sporofitów – szantransje lub typowe tetrasporofity. 
W pewnych przypadkach (np. u niektórych przedstawicieli Rhodochorton) gonimoblasty tworzą tetraspory, taka postać nazywana jest karpotetrasporofitem.